# Rachel Blanchard
Rachel Elise Blanchard (Toronto, 19 marzo 1976) è un'attrice canadese.

## Biografia
È apparsa a soli otto anni nello show canadese The Kids of Degrassi Street e successivamente sull'emittente Nickelodeon in Hai paura del buio? nel ruolo di Kristen. L'attrice è meglio conosciuta nel ruolo di Cher Horowitz, protagonista del telefilm Ragazze a Beverly Hills ricavato dall'omonimo film. Nel 2001 compare nel film Nailed assieme a Harvey Keitel. Dal 2002 al 2004 ha invece interpretato l'agente di polizia Roxanne Richardson nel telefilm Settimo cielo.

## Filmografia

### Cinema
- Il colore dei suoi occhi, regia di Antonio Tibaldi (1991)
- Aquile d'acciaio 4 (Iron Eagle on the Attack), regia di Sidney J. Furie (1995)
- Carrie 2 - La furia (The Rage: Carrie 2), regia di Katt Shea (1999)
- Road Trip, regia di Todd Phillips (2000)
- Le insolite sospette - Sugar & Spice (Sugar & Spice), regia di Francine McDougall (2001)
- Nailed, regia di Joel Silverman (2001)
- The Wild Dogs, regia di Thom Fitzgerald (2002)
- Chasing Holden, regia di Malcolm Clarke (2003)
- Without a Paddle - Un tranquillo week-end di vacanza (Without a Paddle), regia di Steven Brill (2004)
- False verità (Where the Truth Lies), regia di Atom Egoyan (2005)
- Rivincita x 2 (Comeback Season), regia di Bruce McCulloch (2006)
- Snakes on a Plane, regia di David R. Ellis (2006)
- Careless, regia di Peter Spears (2007)
- Adoration, regia di Atom Egoyan (2008)
- Growing Op, regia di Michael Melski (2008)
- Toy Boy - Un ragazzo in vendita (Spread), regia di David Mackenzie (2009)
- Open House, regia di Andrew Paquin (2010)
- Daydream Nation, regia di Michael Goldbach (2010)
- Overnight, regia di Valerie Breiman (2012)
- My Uncle Rafael, regia di Marc Fusco (2012)
- Mad Ship, regia di David Mortin (2013)
- Dark Hearts, regia di Rudolf Buitendach (2014)
- Acque profonde (Deep Water), regia di Adrian Lyne (2022)

### Televisione
- The Kids of Degrassi Street – serie TV, episodi 1x13-1x15 (1984-1985)
- L'amico Gipsy (The Littlest Hobo) – serie TV, episodi 6x15-6x16 (1985)
- Alex: The Life of a Child, regia di Robert Markowitz – film TV (1986)
- Glory Enough for All, regia di Eric Till – film TV (1988)
- Poliziotto a 4 zampe (Katts and Dog) – serie TV, episodio 3x05 (1990)
- La guerra dei mondi (War of the Worlds) – serie TV, 23 episodi (1988-1990)
- I Campbell (The Campbells) – serie TV, episodio 3x16 (1990)
- I viaggiatori delle tenebre (The Hitchhiker) – serie TV, episodio 6x03 (1990)
- Clarence - La vita è sempre meravigliosa (Clarence), regia di Eric Till – film TV (1990)
- Hai paura del buio? (Are You Afraid of the Dark?) – serie TV, 26 episodi (1990-1993)
- Chris Cross – serie TV, 13 episodi (1993-1995)
- Il giovane Ivanhoe (Young Ivanhoe), regia di Ralph L. Thomas – film TV (1995)
- Tucker e Becca, nemici per la pelle (Flash Forward) – serie TV, episodi 1x01-1x03-1x04 (1996)
- Ragazze a Beverly Hills (Clueless) – serie TV, 62 episodi (1996-1999)
- Settimo cielo (7th Heaven) – serie TV, 41 episodi (2002-2004)
- 1/4life, regia di Edward Zwick – film TV (2005)
- Joey – serie TV, episodio 1x19 (2005)
- Our Thirties, regia di Dennie Gordon – cortometraggio TV (2006)
- Peep Show – serie TV, 8 episodi (2004-2007)
- Flight of the Conchords – serie TV, episodi 1x01-1x05 (2007)
- Anne of Green Gables: A New Beginning, regia di Kevin Sullivan – film TV (2008)
- Everything She Ever Wanted – miniserie TV, episodi 1x01-1x02 (2009)
- Call Me Fitz – serie TV, episodio 1x06 (2010)
- Flashpoint – serie TV, episodio 3x12 (2010)
- Un avvocato per Babbo Natale (The Case for Christmas), regia di Timothy Bond – film TV (2011)
- Wedding Band – serie TV, episodio 1x06 (2012)
- The Surrogacy Trap, regia di Adrian Wills – film TV (2013)
- Legit – serie TV, episodi 1x10-1x11 (2013)
- Psych – serie TV, episodio 7x09 (2013)
- Sunday & Parker - Irresistibili detectives (My Gal Sunday), regia di Kristoffer Tabori – film TV (2014)
- Fargo – serie TV, 5 episodi (2014)
- Childrens Hospital – serie TV, episodio 6x14 (2015)
- Another Period – serie TV, episodi 1x09-1x10 (2015)
- You Me Her – serie TV, 50 episodi (2016-2020)
- L'estate nei tuoi occhi (The Summer I Turned Pretty) – serie TV (2022-in corso)

## Doppiatrici italiane
Nelle versioni in italiano delle opere in cui ha recitato, Rachel Blanchard è stata doppiata da:
- Perla Liberatori in False verità, Ragazze a Beverly Hills, L'estate nei tuoi occhi
- Tiziana Avarista in Carrie 2 - La furia
- Daniela Caroli in Aquile d'acciaio 4
- Ilaria Latini in Road Trip
- Rossella Acerbo in Le insolite sospette
- Domitilla D'Amico in Snakes on a Plane
- Sabine Cerullo in Toy Boy - Un ragazzo in vendita
- Claudia Catani in Flashpoint
- Jolanda Granato in Un avvocato per Babbo Natale
- Nunzia Di Somma in Fargo
- Eleonora De Angelis in You Me Her
- Daniela Abbruzzese in Acque profonde